# Arendt
Arendt je priimek več oseb:
- Hannah Arendt (1906–1975), nemško-ameriška politična teoretičarka
- Helga Arendt (1964–2013), nemška atletinja
- Ludwig Arendt (1851–1906), avstroogrski general